# Arugisa latiorella
Arugisa latiorella är en fjärilsart som beskrevs av Walker 1863. Arugisa latiorella ingår i släktet Arugisa och familjen nattflyn. Inga underarter finns listade i Catalogue of Life.